# Avenida Prospect (línea White Plains Road)

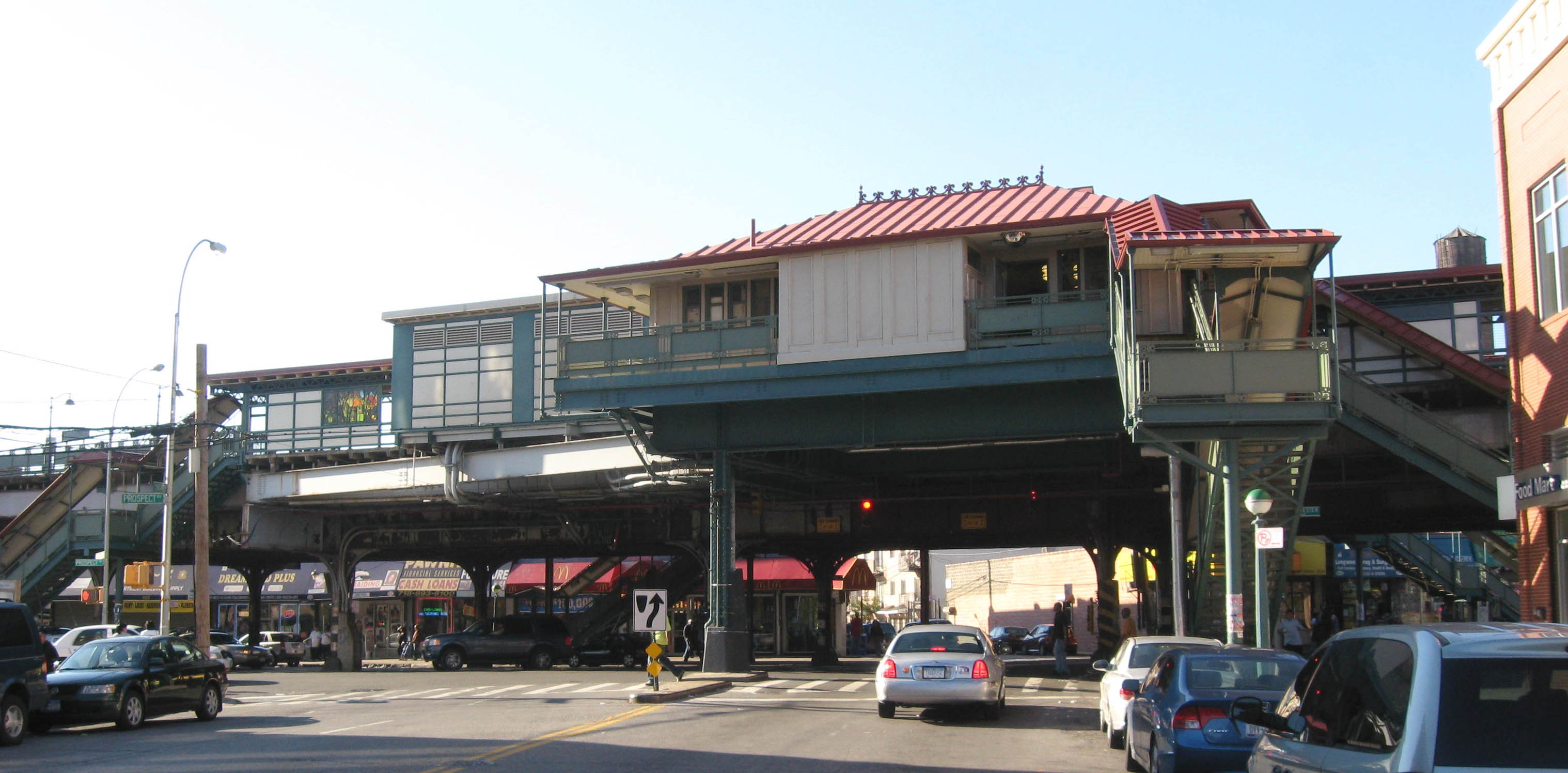
Lado oriental

Avenida Prospect (anteriormente Avenida Intervale – Calle 163) es una estación local en la línea White Plains Road del Metro de Nueva York de la división A del Interborough Rapid Transit Company (IRT). Se encuentra localizada en Melrose y Longwood, Bronx entre la Avenida Prospect y la Avenida Westchester. La estación es servida en varios horarios por los trenes del Servicio  y . 
La estación se encuentra en el Registro Nacional de Lugares Históricos.